# 酒井茉耶
酒井 茉耶（さかい まや、1984年1月12日 - ）は、秋田放送のアナウンサー。

## 人物
- 大阪府寝屋川市出身。血液型はO型。身長160cm。
- 2006年、秋田放送入社。秋田放送では初の関西出身のアナウンサーでもある。
- 東海大学付属仰星高等学校、立命館大学文学部卒業。
  - 高校在学中、第48回NHK杯全国高校放送コンテストにアナウンス部門で出場。
  - 大学在学中は、RBC（立命館大学放送局）に所属し、同局のチーフ・アナウンサーまで務めた。
- デビューは、ラジオ番組・ごごはwinsの中で、高橋美樹がお菓子を紹介した際、ゲストとして呼ばれた時である。
- 桃色好き。部屋の中は小物を含めて全て桃色を収集していると、ラジオ番組で公表している。
- トマトが苦手。
- 特技は、全競馬場の出走ファンファーレ（19種類）を全て暗記しており、アカペラで歌う事もできる。2007年11月13日にはラジオで、12月14日にはテレビで披露している。[2][3]
- 2010年5月29日のABS秋田放送による『週刊エビス堂』で翌週から始まる日本テレビ系列局のキャンペーン「エコウィーク」の紹介をする際、「エコウィーク」を「エロウィーク」と言い間違えた。隣にいた田村修が訂正し何事もなく進行したが、スタジオ内は騒然となった。田村が「エコウィーク」の紹介をすることになったが、酒井は（田村が他の出演者から「エコウィークですよね」と確認が入るたびに「ええ、エコウィークです」と返していた横から）「そうですね。夢のような週間になってしまいますので」と発言し、田村から再び「余計なこと言わない!」と突っ込まれた。この模様はインターネット上の一部ローカル掲示板で話題になり、YouTubeにも動画が投稿された。秋田放送の広報担当者によると、酒井の発言に関する視聴者からの苦情や問い合わせは無かったが、酒井本人はとても恥ずかしそうにしていたという[4][5]。
- 2010年10月2日ABS秋田放送『週刊エビス堂inABSまつり』で『ごくじょうラジオ』名物コーナー、おふろde鼻唄をステージ上で公開初披露した。
- 「2010 50th ACC CM FESTIVAL」のラジオＣＭ部門で『シルバー』を、「第41回歌のない歌謡曲ＣＭコンクール」で『金賞』をダブル受賞した。
- 2010年12月24日『あさ採りワイド秋田便』『ごくじょうラジオ』のクリスマス企画として同期の石井綾子と共にトナ酒井＆石井サンタに変装して秋田市内を中継で回った。
- 2011年7月29日の『エビス堂☆金』内で、結婚したことを発表。結婚後も「酒井茉耶」のまま仕事を続けるとも公表している。
- 2013年6月、第一子（長女）を出産したことをブログで発表した。
- 2015年3月31日、第二子（次女）出産準備のために産休に入ることを発表した。
- 2016年3月、職場再復帰。ラジオを中心に活動
- 2017年6月、JNN・JRN「第42回アノンシスト賞」において、「読み・ナレーション部門・優秀賞」を受賞。[6]
- 2021年3月、第42回NNSアナウンス大賞において、『あさ採りワイド秋田便』や『歌のない歌謡曲』などが高い評価を受け、「ラジオ部門優秀賞」を受賞。[7]
- 2023年6月、JNN・JRN「第48回アノンシスト賞」において、「読み・ナレーション部門・優秀賞」を受賞
- 2025年3月 第46回NNSアナウンス大賞・ラジオ部門大賞受賞[8]。

## 担当
●が出演中

### テレビ
- 『Newsリアルタイムあきた』
- 『ゆうドキっ!』 月曜「ゆうトレっ!」担当
- 『スギッチナビ』（2007年4月-9月）
- 『週刊エビス堂』土曜/9:25 - 10:30（2008年4月-2011年3月26日）司会
- 『地デジインフォメーション』火曜/11:25 - 11:30（2008年5月-2011年7月）ナビゲーター
- 『エビス堂☆金』（2011年4月1日 - 2013年3月29日）司会、(2017年 - 2020年3月）レポーター・インフォメーション
- 『えび☆ステ』（2020年4月 - ）コーナー担当●
- 『さきがけABSニュース』（テレビ・ラジオ）●

### ラジオ
- 『ごくじょうラジオ』
  - 2007年4月 - 2008年3月 月・火曜日担当
  - 2008年4月 - 2009年3月 水曜日担当
  - 2009年4月 - 2010年3月 火・水曜日担当[9]
  - 2010年4月 - 2013年3月 水曜日担当
  - 2013年10月 - 2014年9月 水・木・金曜日担当
  - 2014年10月 - 2015年3月 水・金曜日担当
  - 2016年4月　- 2019年3月 月曜担当
- 歌のない歌謡曲 (2010年4月5日 - 2023年9月（予定）)●
- あさ採りワイド秋田便（2017年6月6日 - ）月曜・火曜担当●

### その他
- インターネット通販「ヨンチャンshopping」 - ナビゲーター

## 同期
- 社内…石井綾子（現在は退社）
- 大学…前田阿希子（元MBS）、和田光太郎（元NHK）、竹内優美（フリーアナウンサー、セント・フォース所属）